# 黑尔多夫
黑尔多夫是德国莱茵兰-普法尔茨州的一个市镇。总面积18.01平方公里，总人口6822人，其中男性3357人，女性3465人（2011年12月31日），人口密度379人/平方公里。